# Liste der brasilianischen Botschafter in Jordanien
Die Botschaft befindet sich in Amman.
| Ernannt       | Name                             | Bemerkungen | Mensagem Senado Federal | im Senat des Nationalkongress (Brasilien) vorgestellt am | ernannt von               | akkreditiert während der Regierung von | Posten verlassen |
| ------------- | -------------------------------- | --- | ----------------------- | -------------------------------------------------------- | ------------------------- | -------------------------------------- | ---------------- |
| 1971          | Isócrates de Oliveira            | Geschäftsträger, Amtssitz in Beirut (* 9. August 1922 in Pirenópolis; † 11. Juni 1999 ebenda), 1962 Geschäftsträger in Algier.                                       |                         |                                                          | Emílio Garrastazu Médici  | Hussein I.                             | 1972             |
| 31. Juli 1992 | Fernando Silva Alves             | 1988: Geschäftsträger in Mexiko | MSF 235 de 1992         |                                                          | Itamar Franco             | Hussein I.                             |                  |
| 13. Mai 1998  | Sergio Henrique Nabuco de Castro | | MSF 111 de 1998         | 15. Apr. 1998                                            | Fernando Henrique Cardoso | Hussein I.                             |                  |
| 10. Nov. 2003 | Antônio Carlos Coelho da Rocha   | [ 3 ] | MSF 178 de 2003         | 22. Okt. 2003                                            | Luiz Inácio Lula da Silva | Abdullah II. bin al-Hussein            |                  |
| 1. Juli 2008  | Fernando José Marroni de Abreu   | (* 17. März 1957 in São Borja) Sohn von Lygia Marroni de Abreu und Fernando da Encarnacão Abreu                                                                      | MSF 75 de 2008          | 18. Juni 2008                                            | Luiz Inácio Lula da Silva | Abdullah II. bin al-Hussein            |                  |
| 14. Mai 2012  | Renate Stille                    | (* 22. Oktober 1944 in Rio de Janeiro) Tochter von Wilhelmine Stille und Martin Günther Stille, 2006–2009: Botschafterin in Eriwan 2009: Botschafterin in Wellington | MSF 9 de 2012           | 3. Apr. 2012                                             | Dilma Rousseff            | Abdullah II. bin al-Hussein            |                  |
| 15. Apr. 2015 | Francisco Carlos Soares Luz      | 2007: Geschäftsträger in Pretoria, 18. Okt. 2011: Botschafter in Daressalam                                                                                          | MSF 71 de 2014          | 7. Apr. 2015                                             | Dilma Rousseff            | Abdullah II. bin al-Hussein            |                  |